# NGC 6385
NGC 6385 (другие обозначения — UGC 10877, MCG 10-25-44, ZWG 300.35, PGC 60343) — спиральная галактика с перемычкой (SBa) в созвездии Дракон.
Этот объект входит в число перечисленных в оригинальной редакции «Нового общего каталога».